# ГЕС Вайт-Рок
ГЕС Вайт-Рок — гідроелектростанція у штаті Каліфорнія (Сполучені Штати Америки). Знаходячись між ГЕС Каміно (вище по течії) та малою ГЕС Чилі-Бар (7 МВт), входить до складу дериваційного гідровузла у сточищі Амерікан-Рівер, яка дренує західний схил гір Сьєрра-Невада та є лівою притокою річки Сакраменто (закінчується у затоці Сан-Франциско).
У межах проекту річку Соуз-Форк-Амерікан-Рівер (лівий витік Амерікан-Рівер) перекрили бетонною арковою греблею Слаб-Крік висотою 76 метрів та довжиною 249 метрів, яка утримує водосховище з площею поверхні 1,13 км2 та об'ємом 20,5 млн м3.
Зі сховища під лівобережним гірським масивом прокладений дериваційний тунель завдовжки 7,9 км з діаметром від 6,1 до 7,3 метра, який переходить у напірний водовід довжиною 0,5 км з діаметром 4,6 метра.
Основне обладнання станції становлять дві турбіни типу Френсіс потужністю по 112 МВт (за іншими даними, загальна потужність ГЕС 266 МВт), які використовують перепад висот між верхнім та нижнім б'єфом у 264 метри та в 2017 році забезпечили виробітку 682 млн кВт-год електроенергії.
Відпрацьована вода повертається у Соуз-Форк-Амерікан-Рівер та, пройшовши через малу ГЕС Чилі-Бар, потрапляє до водосховища ГЕС Фолсом, створеного вже на Амерікан-Рівер після злиття її витоків.
Видача продукції відбувається по ЛЕП, розрахованій на роботу під напругою 230 кВ.